# Raimund-Ertl-Schanze
Raimund-Ertl-Schanze – kompleks trzech skoczni narciarskich, położony w austriackim Bichlbach (Lähn) nieopodal Breitenwangu.
W styczniu 1994 na największym obiekcie kompleksu (skoczni normalnej o punkcie konstrukcyjnym K85 i rozmiarze HS 87) rozegrano dwa konkursy skoków podczas mistrzostwa świata juniorów w narciarstwie klasycznym (indywidualny oraz drużynowy). Ponadto, odbywały się na nim zawody Pucharu Świata w kombinacji norweskiej. Skocznia wybudowana została w 1933, a przebudowana w latach 1984–1985 (na K75) oraz w 1993 (na K85). Obecnie jest już nieużytkowana.
W skład kompleksu wchodzą również dwie małe skocznie: K35 i K20 (usytuowane nieopodal granicy z gminą Reutte, przy basenie), od 2002 wyposażone w igelit, na których rozgrywane są konkursy Pucharu TT-TSV (przeznaczone dla dzieci i młodzieży).

## Parametry techniczne
- Punkt konstrukcyjny: 85 m
- Wielkość skoczni (HS): 87 m
- Punkt sędziowski: 87 m
- Długość rozbiegu: b.d.
- Nachylenie rozbiegu: b.d.
- Długość progu: b.d.
- Nachylenie progu: 10,5°
- Wysokość progu: b.d.
- Nachylenie zeskoku: 34°
- Średnia prędkość na rozbiegu: b.d.